# Aerva revoluta
Aerva revoluta là loài thực vật có hoa thuộc họ Dền. Loài này được Balf.f. mô tả khoa học đầu tiên năm 1884.